# Полтавка (Кропивницький район)
Полта́вка — село в Україні, у Компаніївській селищній громаді Кропивницького району Кіровоградської області. Населення становить 610 осіб. До 2020 орган місцевого самоврядування — Полтавська сільська рада.

## Транспорт
На схід від села проходить автомобільна дорога національного значення Н14.

## Історія
Як і кожне місце, с. Полтавка має свою історію заснування. На цих землях люди жили з давніх-давен. Археологічні пам'ятки вказують, що вже 8-10 тисяч років тому тут проживали скотарі та землероби, від яких до наших днів залишились знаряддя — прекрасно оброблені шліфовані сокири, мотики, зернотертки, які свідчать про заняття наших предків. Найбільшого розвитку первісне землеробство досягло за так званої трипільської культури. Трипільці користувались як кам'яними, так вже і бронзовим знаряддям, знали гончарне ремесло. Саме вони та їх найближчі сусіди — племена салтівської культури були першими жителями наших степів.
Село Полтавка засноване наприкінці ХІХ століття. Це був хутір з 11 хат. Першими поселенцями його були: Попов, Якуб, Верба, Голуб, Заремба, Шпилько із Київської, Полтавської, Житомирської та інших областей, які купили землю в німців. Назва села відповідно походить ще від перших жителів, які приїхали з Полтавської області. У 1922 році хутір став збільшуватися за рахунок переселенців Київської, Полтавської, Черкаської областей України.
У лютому 1918 року в селі розпочалась радянська окупація.
У 1922 році Клименко Лука Васильович від селян Київщини їздив до Всеукраїнського старости Петровського по дозвіл на переселення сюди, на південь України, селян з Полтавщини та інших областей. У 1924 році стався масовий переїзд селян. Переселенці поселилися вулицями, які називалися Волинська, Черкащина. 21 січня 1926 року організувалось переселенське товариство «Червона праця», до якого увійшло 11 сімей і було об'єднано 127,4 десятин землі.
Перша школа на 2 класні кімнати була побудована у 1926 році на кошти, зібрані населенням. Першим вчителем був Бойко. Працювали вчителями Лашкул, Нестеренко С. Г., Нестеренко В. І. перед Великою Вітчизняною війною вчителями працювали Ірха Олекса Васильович, Ірха Явдокія Олександрівна.
У 1930-ті рр. Полтавка перебуває у складі Зінов'євського району Одеської області. У 1930 р. у Полтавці було створено колгосп імені Куйбишева. З липня 1933 року Полтавська сільська рада входить до складу новоутвореного Компаніївського району.
У 1930 році організувався СОЗ ім. Шевченка, куди ввійшли 7 сімей бідняків, 30 сімей середняків (всього 115 чоловік). Засновниками СОЗу були Клименко, Сірош М. Я., Шевченко І. А., Папуша О. І., а першим головою був Папуша Олексій Іванович. Повна колективізація села закінчилась у 1932 році. Утворився колгосп ім. Шевченка.
У 1962 році було побудовано приміщення Полтавської восьмирічної школи за кошти колгоспу. Директором школи став Гвоздик Василь Ілліч. Вчителями працювали Гребенюк В. М., Гребенюк М. Г., Білан К. М., Білобровенко Т. С., Мунтян А. Г., Дрозд В. О., Візирик В. П.
Полтавську сільську раду утворено 4 січня 1965 року. Сільська рада розташована на Правобережжі України. Центр — с. Полтавка, яке розташоване за 12 км на південь від районного центру. Територія ради становить 5559,1 га. Рада межує із Компаніївської селищною радою, Софіївською, Червонослобідською, Першотравенською сільськими радами Компаніївського району та Свердловською сільською радою Бобринецького району. Населення ради становить 701 чоловік. В раді три населених пунктів: с. Полтавка, с. Долинівка, с. Вербове.

## Населення
Згідно з переписом УРСР 1989 року чисельність наявного населення села становила 644 особи, з яких 297 чоловіків та 347 жінок.
За переписом населення України 2001 року в селі мешкало 609 осіб.

### Мова
Розподіл населення за рідною мовою за даними перепису 2001 року:
| Мова       | Відсоток |
| ---------- | -------- |
| українська | 95,57 %  |
| російська  | 2,13 %   |
| болгарська | 0,66 %   |
| молдовська | 0,66 %   |
| білоруська | 0,33 %   |
| вірменська | 0,33 %   |
| інші       | 0,32 %   |

## Постаті
- Чмихаленко Валерій Петрович (1983—2015) — старший солдат Збройних сил України, учасник російсько-української війни.